# Betonleichtbaukombinat Dresden
Das VEB Betonleichtbaukombinat Dresden war ein 1970 gegründeter Volkseigener Betrieb der DDR. Das Kombinat war einer der wichtigsten Hersteller von Betonplatten für Stahlbetonskelett-Bauten.
Das zentralgeleitete Kombinat unterstand dem Ministerium für Bauwesen. Im Jahr 1990 wurde das Kombinat aufgelöst und in die Betonleichtbaukombinat Aktiengesellschaft umgewandelt. Weitere zentralgeleitete Kombinate des Bauwesens können in der Liste von Kombinaten der DDR eingesehen werden.

## Betriebe
- VEB Betonwerke Dresden; (Stammbetrieb) (Herstellung von Großverbundplatten am Sitz in Cossebaude)
- VEB Baustoffwerke Doberlug-Kirchhain
- VEB Beton Nord Milmersdorf Götschendorf
- VEB Betonprojekt Dessau
- VEB Betonwerk Frankfurt/Oder
- VEB Betonwerk Halberstadt
- VEB Betonwerk Heringen
- VEB Betonwerk Laußig
- VEB Betonwerke Gröbzig
- VEB Industriebeton Magdeburg
- Institut für Stahlbeton / Zentrum für Forschung und Technologie des BLK
- VEB Kalksandsteinwerk Niederlehme